# 橋本亮一
橋本 亮一（はしもと りょういち、1971年4月11日 - ）は、栃木県出身のサッカー指導者、元サッカー選手。選手時代のポジションはゴールキーパー（GK）。

## 来歴
順天堂大学を卒業し、東京ガスサッカー部（後のFC東京）へ加入するも、堀池洋充らからポジションを奪えず、以後ジャパンフットボールリーグのクラブを渡り歩いた。
現役引退後は指導者に転向し、育成年代のGK指導にあたっている。2007年よりFC東京U-18のGKコーチに就任した。現在は明治大学サッカー部のGKコーチを兼務。2010年にはFUJI XEROX SUPER CUP 2010フレンドリーマッチ「U-18Jリーグ選抜 vs 日本高校サッカー選抜」のU-18Jリーグ選抜GKコーチに選出された。
2021年より栃木SCアカデミーGKコーチに就任した。
2024年よりザスパクサツ群馬アカデミーGKコーチに就任した。

## 所属クラブ
- 1990年 - 1993年 順天堂大学
- 1994年 東京ガスサッカー部
- 1995年 鳥栖フューチャーズ
- 1996年 西濃運輸サッカー部
- 1997年 水戸ホーリーホック

## 指導歴
- 2000年 - 2006年 東京ヴェルディ1969小山サッカースクールコーチ
- 2007年 - 2020年 FC東京
  - 2007年 - 2016年 U-18 GKコーチ
  - 2017年 - 2020年 U-15むさし GKコーチ
- 2021年 - 2023年 栃木SCアカデミー GKコーチ
- 2024年 - ザスパクサツ群馬アカデミー GKコーチ[3]